# Prince-Désir Gouano
Prince-Désir Gouano (né le 24 décembre 1993 à Paris) est un footballeur français, qui évolue au poste de défenseur central.
Il est le frère aîné de Gobe Gouano.

## Biographie

### En club
Ayant été formé au « Centre de Formation de football de Paris » puis au Havre AC, Prince-Désire Gouano est vendu à la Juventus le 18 août 2011.
Malgré quelques apparitions sur des feuilles de match, il ne joue aucun match avec l'équipe première, évoluant avec l'équipe des jeunes qui remporte le tournoi de Viareggio 2012. Il est prêté l'année suivante à des clubs de Serie B : en 2012 à la Società Sportiva Virtus Lanciano 1924, et en 2013 au Vicence Calcio, où là non plus il ne joue pas.
En 2013, il signe un contrat avec l'Atalanta Bergame, autre équipe du championnat italien qui le détient maintenant à 50% avec la Juventus, son club formateur. Il est ensuite directement prêté au RKC Waalwijk, promu en première division néerlandaise, où il effectue la première saison pleine de sa carrière, malgré la relégation du club en deuxième division en fin de saison. Il déclare à propos de ce prêt : « Je voulais être prêté. Mon objectif, c’était de quitter l’Italie pour pouvoir évoluer à l’extérieur. L’objectif, c’est de retourner à la Juventus avec un maximum de matches dans les jambes, pour qu’on ne parle plus de jeune joueur. Je veux engranger de l’expérience »
Pour la saison 2014-2015, il est à nouveau prêté, cette fois-ci au Rio Ave Futebol Clube, club de première division portugaise,. L'équipe est qualifiée en Ligue Europa en vertu de sa participation aux deux finales des deux coupes nationales, toutes deux perdues face au Benfica Lisbonne (également vainqueur du championnat cette saison là). Prince-Désir Gouano est aligné lors de la Supercoupe qui oppose les deux clubs et que perd à nouveau Rio Ave.
Après avoir joué au Bolton Wanderers en 2015, à Gaziantepspor et à Vitória Guimarães en 2016 et 2017, toujours en prêt, il rejoint Amiens en 2017. Il marquera son premier but en Ligue 1 le 26 septembre 2018 face à Rennes (victoire 2-1).

## En sélection
Il est sélectionné dans les sélections de jeunes de l'équipe de France depuis le 13 décembre 2010, après un match contre l'équipe d'Israël avec les moins de 18 ans. Il compte par la suite au total 14 sélections, avec les moins de 19 ans puis les moins de 20 ans. Mais, en manque de temps de jeu au Vicence Calcio, il n'est plus sélectionné en équipe de France à partir du tournoi de Chine en septembre 2012,.

## Statistiques
| Saison    | Club                      | Championnat | Championnat | Championnat | Coupe(s) nationale(s) | Coupe(s) nationale(s) | Compétition(s) continentale(s) | Compétition(s) continentale(s) | Compétition(s) continentale(s) | Sélection      | Sélection | Sélection | Total | Total |
| Saison    | Club                      | Division    | M.          | B.          | M.                    | B.                    | Comp.                          | M.                             | B.                             | Équipe         | M.        | B.        | M.    | B.    |
| 2010-2011 | Le Havre AC               | 2           | 1           | 0           | -                     | -                     | -                              | -                              | -                              | France -18 ans | 6         | 1         | 7     | 1     |
| 2011-2012 | Le Havre AC               | 2           | -           | -           | 1                     | -                     | -                              | -                              | -                              | -              | -         | -         | 1     | 0     |
| 2011-2012 | Juventus FC               | 1           | -           | -           | -                     | -                     | -                              | -                              | -                              | France -19 ans | 5         | 1         | 5     | 1     |
| 2012-2013 | SS Virtus Lanciano (prêt) | 2           | 1           | 0           | -                     | -                     | -                              | -                              | -                              | France -20 ans | 2         | 0         | 3     | 0     |
| 2012-2013 | Vicence Calcio (prêt)     | 2           | -           | -           | -                     | -                     | -                              | -                              | -                              | -              | -         | -         | 0     | 0     |
| 2013-2014 | RKC Waalwijk (prêt)       | 1           | 20          | 0           | 4                     | 0                     | -                              | -                              | -                              | -              | -         | -         | 24    | 0     |
| 2014-2015 | Atalanta Bergame          | 1           | -           | -           | -                     | -                     | -                              | -                              | -                              | -              | -         | -         | 0     | 0     |
| 2014-2015 | Rio Ave FC (prêt)         | 1           | 26          | 0           | 6                     | 0                     | C3                             | 8                              | 0                              | -              | -         | -         | 40    | 0     |
| 2015-2016 | Bolton Wanderers (prêt)   | 2           | 19          | 0           | -                     | -                     | -                              | -                              | -                              | -              | -         | -         | 19    | 0     |
| 2015-2016 | Gaziantepspor (prêt)      | 1           | 12          | 0           | -                     | -                     | -                              | -                              | -                              | -              | -         | -         | 12    | 0     |
| 2016-2017 | Vitória SC (prêt)         | 1           | 9           | 0           | 5                     | 0                     | -                              | -                              | -                              | -              | -         | -         | 14    | 0     |
| 2017-2018 | Amiens SC                 | 1           | 32          | 0           | 2                     | 0                     | -                              | -                              | -                              | -              | -         | -         | 34    | 0     |
| 2018-2019 | Amiens SC                 | 1           | -           | -           | -                     | -                     | -                              | -                              | -                              | -              | -         | -         | 0     | 0     |

## Palmarès
- Vainqueur du Tournoi de Viareggio en 2012 avec la Juventus
- Finaliste de la Supercoupe du Portugal en 2014 avec le Rio Ave